# Török Erzsébet (népdalénekes)

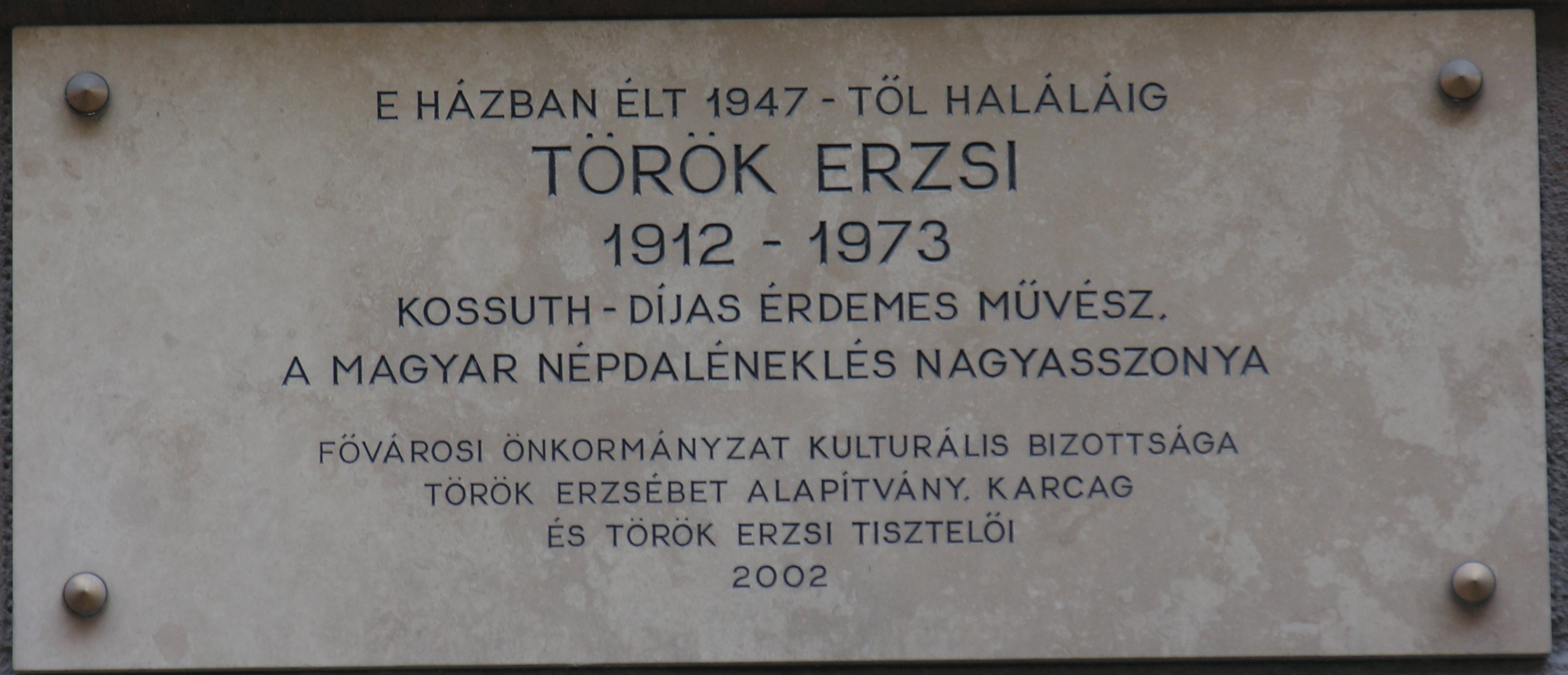
Török Erzsi emléktáblája egykori lakhelyén, a Puskin utca 24. szám alatt

Török Erzsébet, ismertebb nevén: Török Erzsi (Kolozsvár, 1912. november 15. – Budapest, 1973. december 1.) Kossuth-díjas magyar énekművész (mezzoszoprán), érdemes művész, a magyar népdaléneklés nagyasszonya. A magyar népdalkincs egyik kiváló tolmácsolója és népszerűsítője. Török István történész, kollégiumigazgató unokája.

## Életpályája
Polgári családból származott. Nagyapja a kolozsvári református kollégium igazgatója volt. Édesapját, Török István ügyvédet 1917-ben, az első világháború harcaiban elvesztette. Édesanyja, a lengyel származású, képzett hangú Csernyánszky Margit volt. Török Erzsinek két fivére volt, akik az 1940-es években hunytak el. („Gitu mama” mindhárom gyermekét túlélte.)
Színésznőnek készült, az Országos Színészegyesület Színészképző Iskolájában folytatott tanulmányokat Budapesten, Stella Gyula növendékeként. Rövid színészi pályafutása szülővárosához, Kolozsvárhoz kötődik, ahol naiva szerepeket játszott az 1929–30-as évadtól. Az éneklés azonban sokkal inkább vonzotta, sanzonénekes szeretett volna lenni, ezért amikor a család 1933-ban Budapestre települt, énektanulmányokat kezdett Kelen Hugónál.
Kelen Bartók Béla és Kodály Zoltán népdalaira, népdalfeldolgozásaira irányította Török Erzsébet figyelmét. Inspirálta Medgyaszay Vilma és Basilides Mária művészete is. Ízes magyar beszédmódjával hamar kiváló tolmácsolója lett a zenei folklórnak, nagy sikereket aratott népballadák előadásával is. Az 1940-es évektől rendszeressé váló hangversenyfellépéseinek, rádióadásainak, később televíziószerepléseinek középpontjába a népdal és népdalfeldolgozások kerültek. Fellépett a Független Színpad rendezvényein, a Rádióban az Országos Filharmónia szólistája lett. Országjáró utakat vállalt, hogy népszerűsítse a magyar népdalkincset.
A Vers- és Dal Színháza (a későbbi Irodalmi Színpad) 1956. október 18-án Török Erzsébet és Jancsó Adrienne magyar népdalestjével nyitott. A Röpülj, páva című televíziós népdalvetélkedőn ő volt az egyik zsűritag. Pályája vége felé a magyar vallásos népköltészetet is megszólaltatta (Hegyet hágék, lőtöt lépék). Életének utolsó hivatalos fellépése 1972. december 13-án volt a budapesti Egyetemi Színpadon, ahol Kodály-műveket adott elő. Ez év karácsonyán a Mátyás-templomban szerepelt még közönség előtt. Utolsó évében súlyos betegség gyötörte, második férje és édesanyja, „Gitu mama” ápolta.
Mind Magyarországon, mind az erdélyi magyarság körében szerették és tisztelték a művészetét, a Bartók- és a Kodály-népdalfeldolgozásokat, amelyeket ő mint énekesnő szívvel, lélekkel tolmácsolt. 1954-ben Kossuth-díjjal jutalmazták, 1968-ban pedig érdemes művész kitüntetést kapott. Énekét számos rádió- és hanglemez-felvétel őrzi, többet ezek közül korszerűbb hanghordozókon is újra kiadtak.
Nevezetes volt főztjéről is, több szakácskönyvet jelentetett meg.
Török Erzsi őszinte volt...
Nem takarója, de ruhája volt a népdal, s nemcsak ünneplőre, zajos vigalomra, látvánnyal cirkalmas muzsikás vígságra, de hétköznapra is életre-halálra vállalt egyszerű köntös; és ház is, emberséggel bélelt otthon is, amelybe csendben csengő hangjával beköltöztetett minden emberségben-boldogságban szűkölködőt.

## Könyvei
- Török Erzsi szakácskönyve. Budapest, 1959. Minerva K. (új kiadás: Budapest, 2003. Püski K. ISBN 9639906212)
- Házi mézesek – olcsó csemegék. Budapest, 1968. Minerva K.
- Mit főzzünk? Budapest, 1992. Panem. ISBN 9637628061

## Díjai
- Kossuth-díj (1954)
- Érdemes művész (1968)
- Magyar Örökség díj (posztumusz) (2003)